# Comarca de Itaquiraí
A Comarca de Itaquiraí é uma comarca brasileira localizada no município de Itaquiraí, no estado de Mato Grosso do Sul, a 400 quilômetros da capital.

## Generalidades
Sendo uma comarca de primeira entrância, tem uma superfície total de 2063,876 km², o que totaliza aproximadamente 0,7% da superfície total do estado. A povoação total da comarca é de 18,6 mil habitantes, aproximadamente 0,8% do total da povoação estadual, e a densidade de povoação é de 9,02 habitantes por km².
A comarca inclui o município de Itaquiraí. Limita-se com as comarcas de Mundo Novo, Iguatemi e Naviraí.
Economicamente possui PIB de R$ 249 361 000,00 e PIB per capita de R$ 13 393,55